# インプリント〜ぼっけえ、きょうてえ〜
『インプリント〜ぼっけえ、きょうてえ〜』（原題：Imprint）は、2006年に世界のホラー映画監督13人を集めて作られた『マスターズ・オブ・ホラー』シリーズの中のひとつで、米ケーブルテレビ（SHOWTIME）用に製作された映画。三池崇史のアメリカ資本での映画制作デビュー作でもある。

## 概要
原作は岩井志麻子の『ぼっけえ、きょうてえ』。
『悪魔のいけにえ』のトビー・フーパー、『サスペリア』や『インフェルノ』のダリオ・アルジェント、『ハロウィン』や『ザ・フォッグ』のジョン・カーペンターなど、豪華なメンバーの中で唯一の日本人監督となった。ところが、放送コードが緩いケーブルテレビにもかかわらず、本作品だけはその内容、特に奇形シーンや拷問シーンがあまりにも残虐なため、アメリカでは放送中止になった。イギリスでは放映された。
また日本でも映画倫理委員会から、審査規格外（審査適応区分外）扱いとなり、ほとんどの映画館から一般上映を拒否されたので、劇場版としては「ゆうばり国際ファンタスティック映画祭」以外は、シアターイメージフォーラム（渋谷）のみでレイトショーという形を取って上映された。自主規制によりR-18指定となっている。テレビ放映としては、WOWOWで「マスターズ・オブ・ホラー」シリーズの第1シーズン放映の中で放送された。
アメリカ資本の映画なので、全編で台詞が英語となっている。原作の醍醐味である岡山弁独特の雰囲気に近づけるため、“日本人訛りの英語”が使われたらしい。

## ストーリー
明治時代の日本。
アメリカ人文筆家のクリスは、小桃という女を身請けするため探している途中、川中の遊郭で、とある女郎と出会う。その女郎は自らの生い立ちと小桃との思い出をクリスに語り出す。醜い顔をしたその女郎は、生まれたときから奇形で顔の左半分がつり上がり、その為か他の女郎達の間に馴染めなかった。
いくつもの遊郭を渡り歩く中、とある遊郭で彼女は女郎の小桃と出会う。どの女郎からも貶され虐げられてきたが小桃だけは彼女に優しくしてくれた。だがある日、そんな小桃に内儀の持つ翡翠の指輪の盗難疑惑がかけられ、小桃は凄惨な拷問を受けた末に自殺してしまう。
女郎の話に納得の行かないクリスは彼女を問い詰めると、小桃は自らの手で殺したと告げ、女郎自身の生い立ちにまつわる話も二転三転していく。
激昂したクリスは、優しくしてくれた小桃を何故殺したのかと詰め寄ると、女郎は小桃の死の真相と生まれながらにして不幸な運命に翻弄されてきた過去、そして自身の呪われた身体の秘密を語り出す。
女郎の両親は物乞いで、実の兄妹であった。酒浸りで暴力を振るう父から逃れられず、母は堕胎を専門とする産婆をして食い繋ぐようになった。女郎自身も産まれてすぐ川へ捨てられたが、二日経っても下流で生き延びていたため母に拾われ育てられることになったのだった。成長した彼女はある日、信頼していた寺の坊主からも、実父からも暴行を受け、父はその手で殴り殺した末に行き着いたのが遊郭だった。
翡翠の指輪を盗んだのは女郎で、その罪を小桃になすりつけた挙げ句に殺したのも、心が綺麗な小桃にとっての幸せは極楽浄土に行くことであり、そのためには自分のような汚れきった者に殺されるのが一番良いと考えたからだと告げる。
その途端、女郎が苦しみだし頭の中からは手が出てくる。その手のひらには目と口があった。その正体は女郎の中で生きる姉（結合双生児）なのだという。彼女はそんな姉の思惑に翻弄されていたのだった。
恐怖に脅えるクリスは、かつて自身が殺した幼い妹の記憶が蘇り、女郎を拳銃で撃った。その瞬間、小桃の幻影がクリスの前に現れ、撃ち抜かれた頭から溢れた脳を差し出しながら倒れ息絶えた。
クリスは女郎殺しの罪により、日本で投獄されていた。その傍らには、小桃とクリスの幼い妹の亡霊がひっそりと佇んでいた。

## キャスト
- 女郎：工藤夕貴/野村涼乃（子供時代）
- クリストファー：ビリー・ドラゴ
- 小桃：美知枝
- 内儀：根岸季衣
- 岩井志麻子
- 江口のりこ
- マメ山田
- 閔東旭
- 春海四方
- マギー
- ヨシ：飯田孝男
- 蜷川みほ
- 塩田時敏
- 松浦佐知子
- 女郎の母：今井久美子
- 女郎の父：木下ほうか

## スタッフ
- 監督：三池崇史
- 原作：岩井志麻子
- 脚本：天願大介
- 音楽：遠藤浩二（コージー・エンドウ・Jr.名義）
- 撮影監督：栗田豊通
- 編集：島村泰司
- 美術：佐々木尚
- 録音：鶴巻仁
- 照明：金沢正夫
- 音響効果：柴崎憲治
- 特殊メイク：松井祐一
- 衣装デザイン：北村道子
- ビジュアルエフェクト：オー・エル・エム
- MA：アオイスタジオ
- 現像：IMAGICA
- プロデューサー：井上文雄、ジェニー・ルー・トゥジェンド、ローレン・ワイスマン
- 共同プロデューサー：中村陽介
- アソシエイトプロデューサー：小寺剛雄、有川理恵、エリザベス・クシュマン、ダニエル・リアドン
- ライン・プロデューサー：山本章
- 配給：角川ヘラルド映画
- 製作：IDT Entertainment、Industry Entertainment、Nice Guy Productions